# 1809 dans le catholicisme
Chronologie du catholicisme
- 1805
- 1806
- 1807
- 1808
- 1809
- 1810
- 1811
- 1812
- 1813

Cet article présente les faits marquants de l'année 1809 dans le catholicisme.

## Évènements
- 17 mai : Annexion, par Napoléon Ier, des États pontificaux au Premier Empire.
- 10 juin : Bulle d’excommunication Quum memoranda fulminée par Pie VII à l'encontre de Napoléon Ier.
- 6 juillet : Pie VII est arrêté et fait prisonnier par les troupes françaises.

## Décès
- 23 janvier : Luigi Gazzoli, cardinal italien de la Curie (° 4 mai 1735)
- 13 mai : Valentino Mastrozzi, cardinal italien de la Curie (° 25 juillet 1729)
- 13 août : Marc-Antoine Berdolet, évêque constitutionnel du Haut-Rhin, puis évêque concordataire d'Aix-la-Chapelle (° 13 septembre 1740)
- 31 décembre : Antonio Martini, prélat italien, archevêque de Florence (° 20 avril 1720)